# HMAS Tobruk (L-50)
El HMAS Tobruk (L-50) fue un buque de asalto anfibio de la Armada Real Australiana en servicio de 1981 a 2015.

## Construcción y características

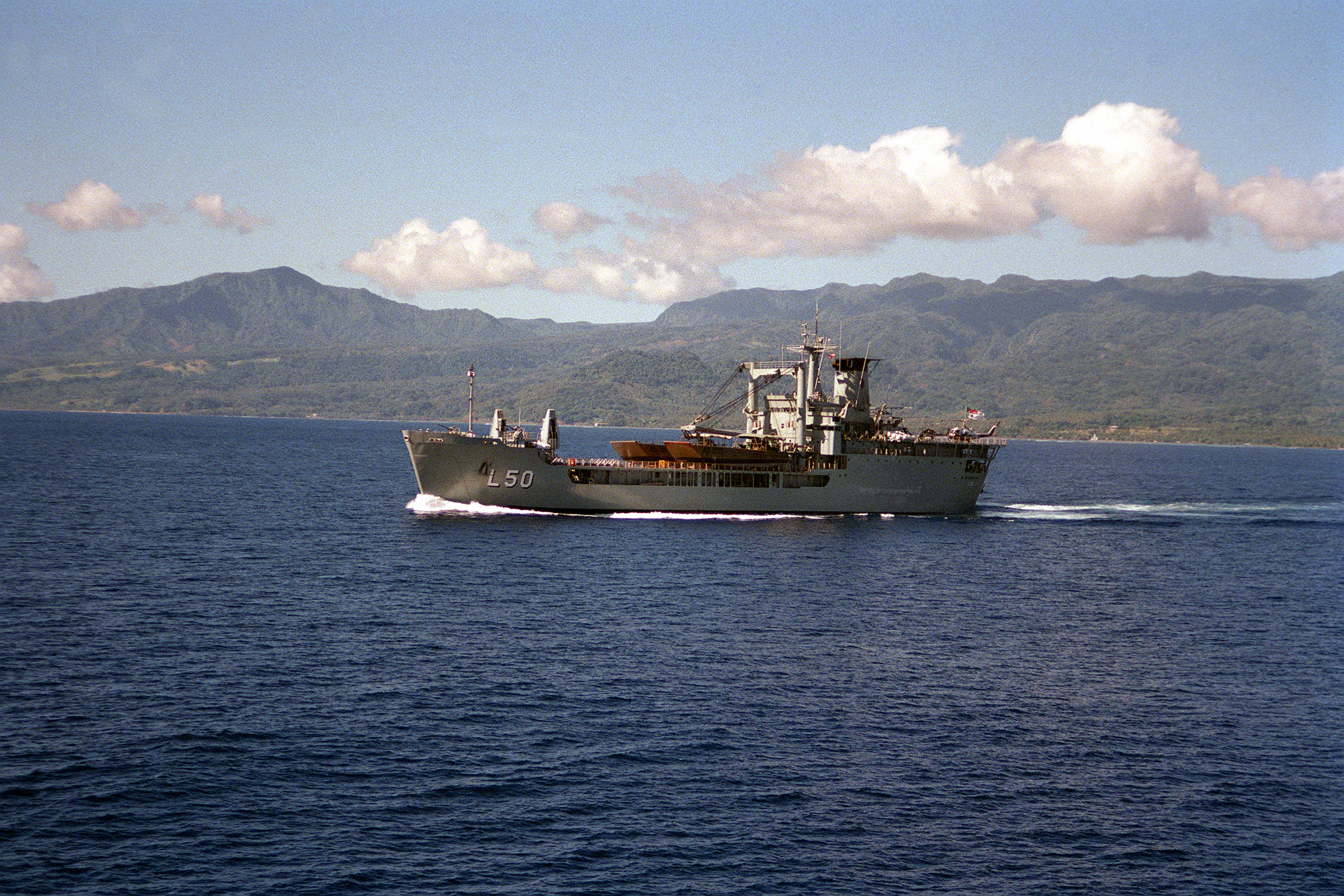
El Tobruk navega cerca de Samoa, 1987.

Fue construido en el Carrington Slipways Pty. Ltd. de Tomago, Nueva Gales del Sur. Se puso la quilla el 7 de febrero de 1978, y se botó el casco el 1 de marzo de 1980. El 23 de abril de 1981, fue puesto en servicio activo con la Armada Real Australiana.
Con 127 m de eslora, 18,3 m de manga y 4,9 m de calado, el buque desplazaba 5800 t. Era propulsado por dos motores diésel con 9600 hp de potencia, con los cuales podía alcanzar los 17 nudos de velocidad. Su diseño se basaba en el RFA Sir Bedivere —barco clase Round Table— de la Real Flota Auxiliar del Reino Unido.

## Servicio
El buque fue retirado del servicio el 31 de julio de 2015. Fue remolcado y hundido el 28 de junio de 2018, en el Great Sandy Marine Park.